# Poniatówka (dopływ Chodelki)
Poniatówka – struga, prawy dopływ Chodelki o długości 13,14 km. 
Źródło strugi znajduje się we wsi Poniatowej. Przepływa następnie przez miasto Poniatową i Majdan Trzebieski, po czym uchodzi do Chodelki. W jej dolinie utworzono kilka sztucznych stawów rybnych. Jeden zespół znajduje się koło Młynek, a drugi, zwany Pustelnią w Woli Rudzkiej. Jej głównym dopływem jest Kraczewianka.